# Idioma omaha
El idioma omaha o ponca es una lengua del grupo siux central de la familia lingüística siux. Es la lengua nativa de las naciones indias omaha y ponca, que actualmente se encuentran asentadas en reservas indias de los estados de Nebraska y Oklahoma (Estados Unidos). De acuerdo con el Ethnologue del Instituto Lingüístico de Verano (SIL International), en 1986 había 85 hablantes de esta lengua, en 1993 había unos 60, de los que sólo 25 eran muy competentes en el uso del idioma.

## Clasificación
El idioma omaha forma parte del grupo dhegiha junto con las lenguas osage, quapaw y kansa. En la clasificación del Ethnologue, estos cuatro son idiomas separados. Sin embargo, Mithun considera que el kansa y el osage constituyen un solo idioma. El grupo dhegiha forma parte de las lenguas siux del valle del Misisipi, que se vincula como uno de los cuatro brazos de las lenguas siux propiamente dichas. Estas a su vez son una de las dos ramas de la familia siux-catawba.

## Fonología
El omaha posee cuatro vocales simples, que son /a, e, i, u/. En algunas palabras se articula /o/ en el habla masculina. Posee dos vocales nasales: /ĩ/ y /õ/. En general, las palabras en omaha se acentúan en la primera o segunda sílabas, por ejemplo wathátʰe /walᶞaꜜtʰe/ "comida", wáthatʰe /waꜜlᶞatʰe/ "mesa". La cantidad vocálica también es una oposición significativa en el habla aunque en general no se escribe. El omaha posee una consonante alveolar velarizada aproximante lateral que se escribe como l o th, pero corresponde al sonido [ɫᶞ] que se encuentra en Ní Btháska [ˌnĩ ˈbɫᶞaska], que es el nombre indígena del río Platte que es el origen del topónimo Nebraska. Esta consonante varía entre los alófonos [ɫ] y [ð̞] y tiene su origen en la consonante /*r/ del protosiux. 
|             |             | Labial | Dental | Alv.Pal. | Velar | Glotal |
| ----------- | ----------- | ------ | ------ | -------- | ----- | ------ |
| Nasal       | Nasal       | m      | n      |          |       |        |
| Oclusiva    | sonora      | b      | d      | dʒ       | ɡ     |        |
| Oclusiva    | sorda       | p      | t      | tʃ       | k     | ʔ      |
| Oclusiva    | aspirada    | pʰ     | tʰ     | tʃʰ      | kʰ    |        |
| Oclusiva    | glotalizada | pʼ     | tʼ     |          |       |        |
| Fricativa   | sonora      |        | z      | ʒ        | ɣ     |        |
| Fricativa   | sorda       |        | s      | ʃ        | x     |        |
| Fricativa   | glotalizada |        | sʼ     | ʃʼ       | xʼ    |        |
| Aproximante | Aproximante | w      | lᶞ     |          |       | h      |

## Uso ceremonial y literario
Como otros pueblos indígenas de América del Norte, los omaha y los ponca desarrollaron una tradición literaria que fue empleada principalmente para uso ceremonial. De esta manera, la lengua omaha posee términos esotéricos que están reservados a ciertas ocasiones. Estos términos conservan los contenidos de la filosofía y el pensamiento de los pueblos que portan la lengua. Algunas de las características de la lengua ceremonial omaha fueron descritos por Francis La Flesche al final del siglo XIX.